# Casa al carrer Major, 65 (Cervera)
La Casa al carrer Major, 65 és una obra de Cervera (Segarra) protegida com a Bé Cultural d'Interès Local.

## Descripció
Situada al carrer Major, eix vertebrador del nucli antic del municipi. Casa entre mitgeres, amb quatre nivells horitzontals d'obertures -planta baixa i tres pisos - que marquen alhora dos eixos verticals. La planta baixa està definida per la porta d'accés a l'edifici mitjançant la casa d'escala i una porta més gran concebuda per a fer la funció de magatzem o botiga. Ambdues obertures estan cobertes amb arc escarser o rebaixat, mentre les obertures dels altres nivells -dos a cada pis- ho estan amb llinda plana, amb un emmarcament definit per una senzilla motllura. Les obertures del primer pis estan unides per una única balconada, mentre que les del segon pis tenen cada una el seu balcó i les del tercer -corresponent a la zona de les golfes- són només finestres, amb un ampit senzill. La façana està rematada per una ampla cornisa motllurada sostinguda amb cartel·les. La planta baixa es diferencia per presentar un aparell de carreus ben escairats, mentre la resta de la façana està arrebossada.